# 西浦温泉

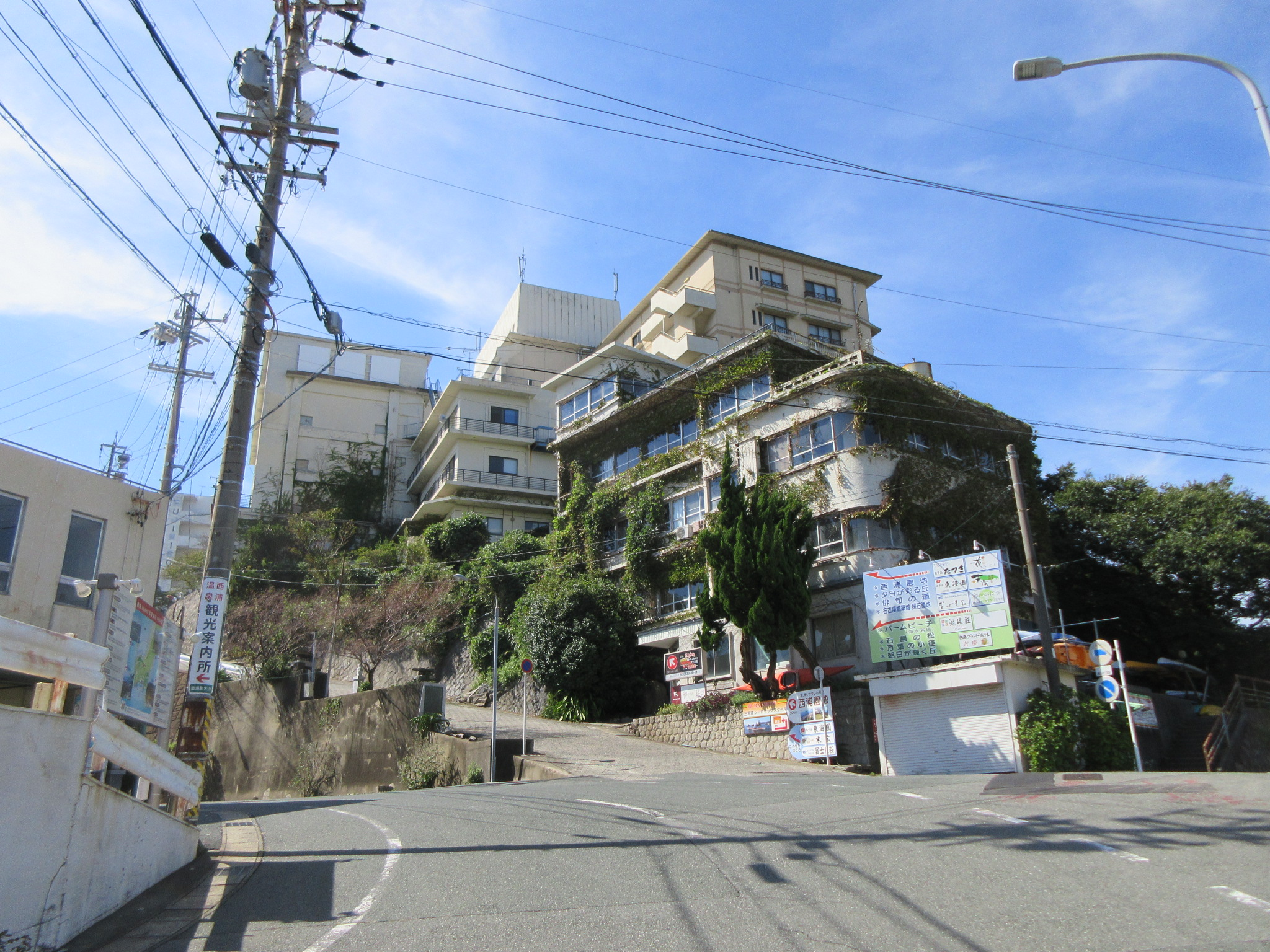
温泉街

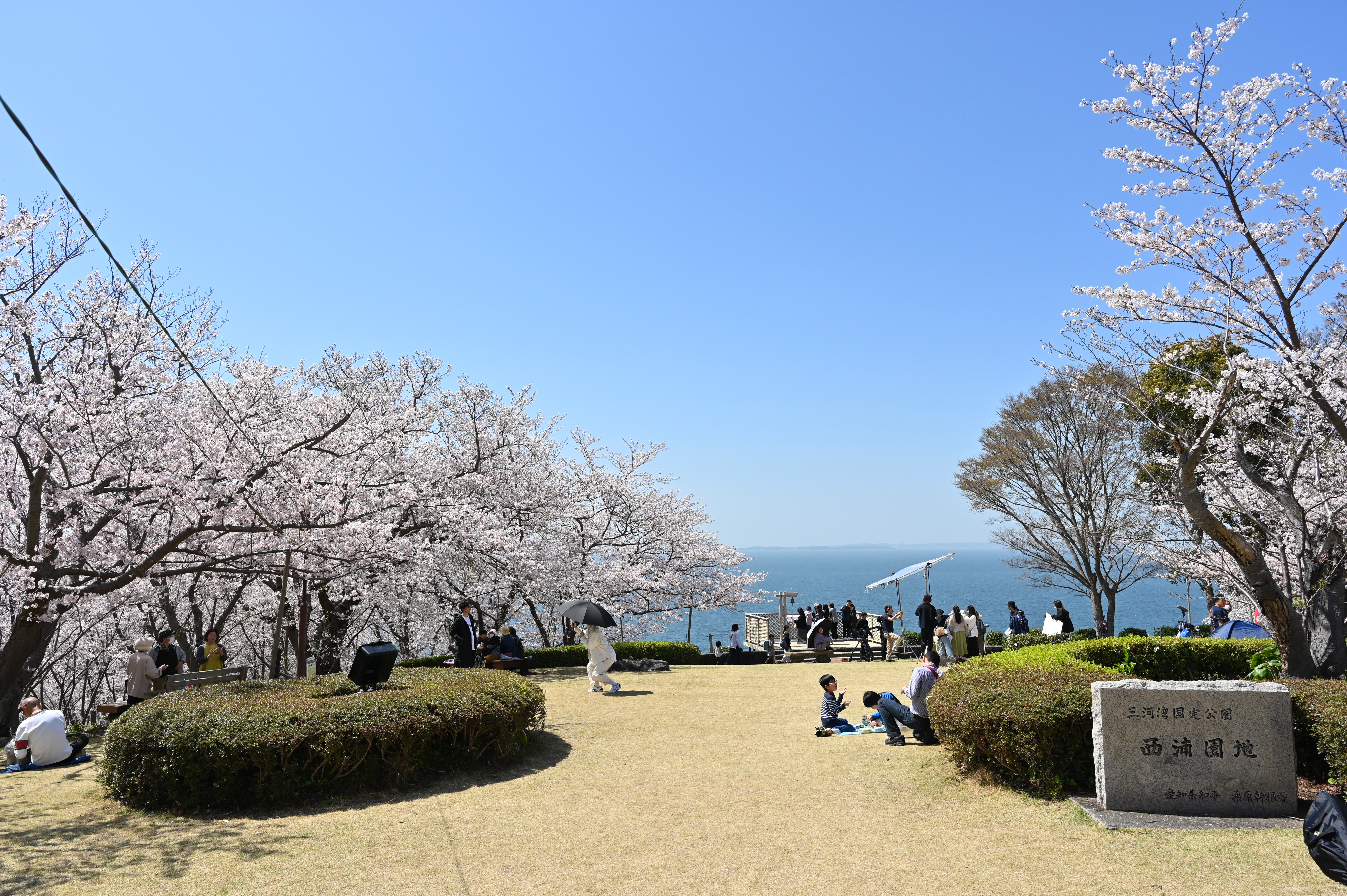
温泉街にある西浦園地

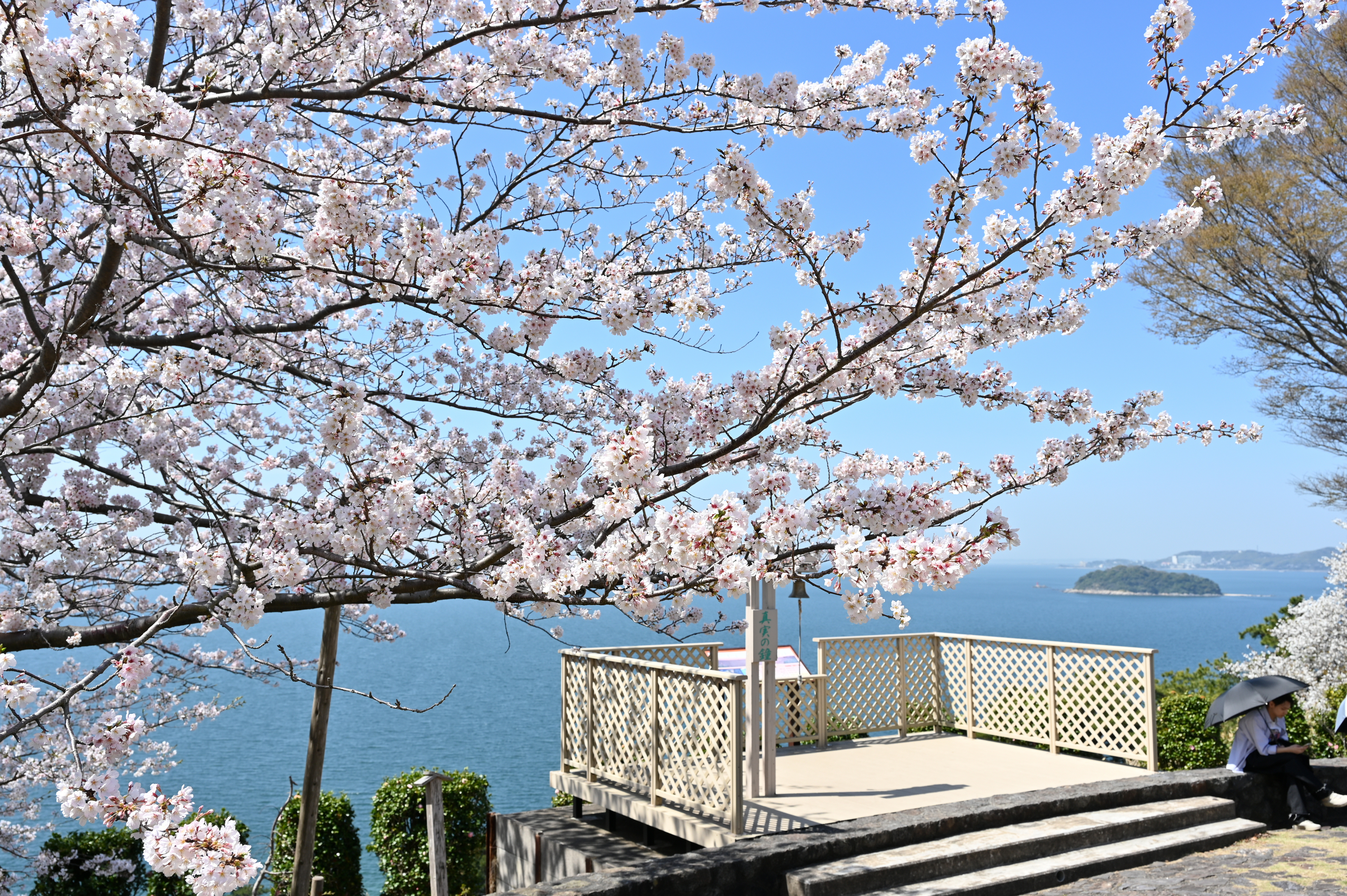
西浦園地展望台

西浦温泉（にしうらおんせん）は、愛知県蒲郡市西浦町にある温泉地。1953年（昭和28年）、三河湾へ突出した西浦半島に開湯した。三谷温泉や形原温泉とともに蒲郡温泉郷を形成している。

## 泉質
- アルカリ性単純温泉 - 西浦温泉が枯渇したため、三谷温泉からタンクローリーで輸送。
- 枯渇前の西浦温泉 - 温度26 ℃のナトリウム・カルシウム - 塩化物温泉であった。

## 地理
三河湾に突出した西浦半島の先端に開発された温泉地であり、半島の南斜面や高台に温泉街が形成されている。周辺では白砂の海岸が見られ、付近は海水浴場としても開放されている。典型的な行楽温泉であるため熱海温泉になぞらえて「東海の熱海」の異名を持つ。ただし、歓楽的要素は薄い。温泉街への交通アクセスは悪くなく、旅行やレジャー等の観光拠点として利用されてきた。
春季や夏季の行楽シーズン、年末年始の利用客が多く、1989年（平成元年）時点では約7割が愛知県外からの利用客だった。2015年（平成27年）時点では愛知県内の新興温泉施設に押されており、インバウンド需要の取り込みに注力している。

## 歴史
古くから西浦半島一帯は歌垣として利用された場所であり、1887年（明治20年）頃には周辺で潮湯治が始まった。
1953年（昭和28年）に西浦温泉が開湯し、1954年（昭和29年）8月12日に湯元西浦温泉株式会社が設立されたことで西浦温泉が営業を開始した。1960年（昭和35年）頃からは近畿地方・名古屋市・岡崎市などの外部資本が入って宿泊施設が増えるとともに、宿泊施設の大型化・高級化が進んだ。1971年（昭和46年）公開の映画『黒の斜面』では、東海園ホテルなどが撮影に使用された。
1989年（平成元年）時点では17軒のホテルや旅館があった。その後は温泉の温度低下や湧出量減少に悩んでいたが、1998年（平成10年）には同じく蒲郡市の形原温泉などと共同で蒲郡温泉開発共同組合を設立し、同じく蒲郡市の三谷温泉に新源泉の三谷3号泉を採掘した。以後は三谷3号線をタンクローリーで西浦温泉に輸送し、循環加温を行って施設に供給している。
2006年（平成18年）には西浦温泉開湯50周年を記念し、恵比須橋、大黒坂、毘沙門坂、弁天坂、布袋坂、寿老通り、福禄通りの7か所に七福神像が置かれた。2007年（平成19年）6月9日には西浦温泉の北東約1.5kmの場所にサーキットのスパ西浦モーターパークがオープンした。2008年（平成20年）10月31日にはホテルたつきとたつき別館葵を経営するたつき荘が名古屋地方裁判所へ民事再生手続きを申請して受理された。2013年（平成25年）5月7日には南風荘 海花が火災で全焼した。
2020年（令和2年）2月21日、旅館「冨士見荘」が名古屋地方裁判所豊橋支部へ破産を申請した。破産総額は約24億円。新型コロナウイルス感染症の流行による中国人観光客の減少が理由である。新型コロナウイルス感染症の流行による日本初の経営破綻の事例とされる。

## 宿泊施設

### 営業中の施設
- 姫宿 花かざし
  - 愛知県蒲郡市西浦町大山17-1。
- 西浦グランドホテル 吉慶
  - 愛知県蒲郡市西浦町塩柄3。
- 旬景浪漫 銀波荘
  - 愛知県蒲郡市西浦町大山25。
- 天空海遊の宿 末広
  - 愛知県蒲郡市西浦町大山17。
- ホテルたつき
  - 愛知県蒲郡市西浦町大山25。
- ホテル東海園
  - 愛知県蒲郡市西浦町大山17-1。
- 和のリゾートはづ
  - 愛知県蒲郡市西浦町大山17。

### 過去に存在した施設
- 野島苑
  - 愛知県蒲郡市西浦町大山11。1999年（平成11年）に廃業。廃墟化。
- 淀旅館
  - 愛知県蒲郡市西浦町大山。廃業後相当年数が経っており、廃墟化。
- 南風荘 海花
  - 愛知県蒲郡市西浦町大山17-1。2013年（平成25年）5月に従業員の火の不始末により全焼し、再建されずに廃業。
- 冨士見荘
  - 愛知県蒲郡市西浦町大山17-1。1956年（昭和31年）2月創業[4][5]。ピーク時の2005年（平成17年）12月期には売上高約5億5000万円[4][5]。2013年（平成25年）8月に経営の行き詰まりが表面化し、インバウンド需要の取り込みに注力して営業を続けていたものの、新型コロナウイルス感染症の流行下の2020年（令和2年）2月に破産申請して廃業[4][5]。
- ビジネス旅館　葵　aoi
  - 愛知県蒲郡市西浦町大山17－1。嘗ての「たつき荘　別館葵」。2008年のたつき荘倒産後は「旅館葵」として知多市の海栄RYOKANSに引き継がれた。「ビジネス旅館　葵 aoi」に名称変更した後、2016年3月3日、「姫宿　花かざし」としてリニューアルオープンし、「葵」としては事実上の廃業。

※その他、現在の和のリゾートはづの隣、西浦観光協会の横にかなり昔から廃墟となっているホテル跡地と思われる建物がある。1階部分のみ「三河湾シーカヤックスクールRAINBOW」として使用されており、2023年現在で2階から上は完全に蔦に覆われている。

## アクセス
鉄道
- JR東海道本線 蒲郡駅からバス、または名鉄蒲郡線 西浦駅下車、徒歩で約20分またはバス。

バス
- 名鉄バス：西浦温泉前行に乗車、終点下車。平日30分～1時間間隔、土休1時間間隔で運行されている。

自家用車
- 東名高速道路 音羽蒲郡I.C.より音羽蒲郡道路（三河湾オレンジロード）、国道247号を経由。